# Justicia natural

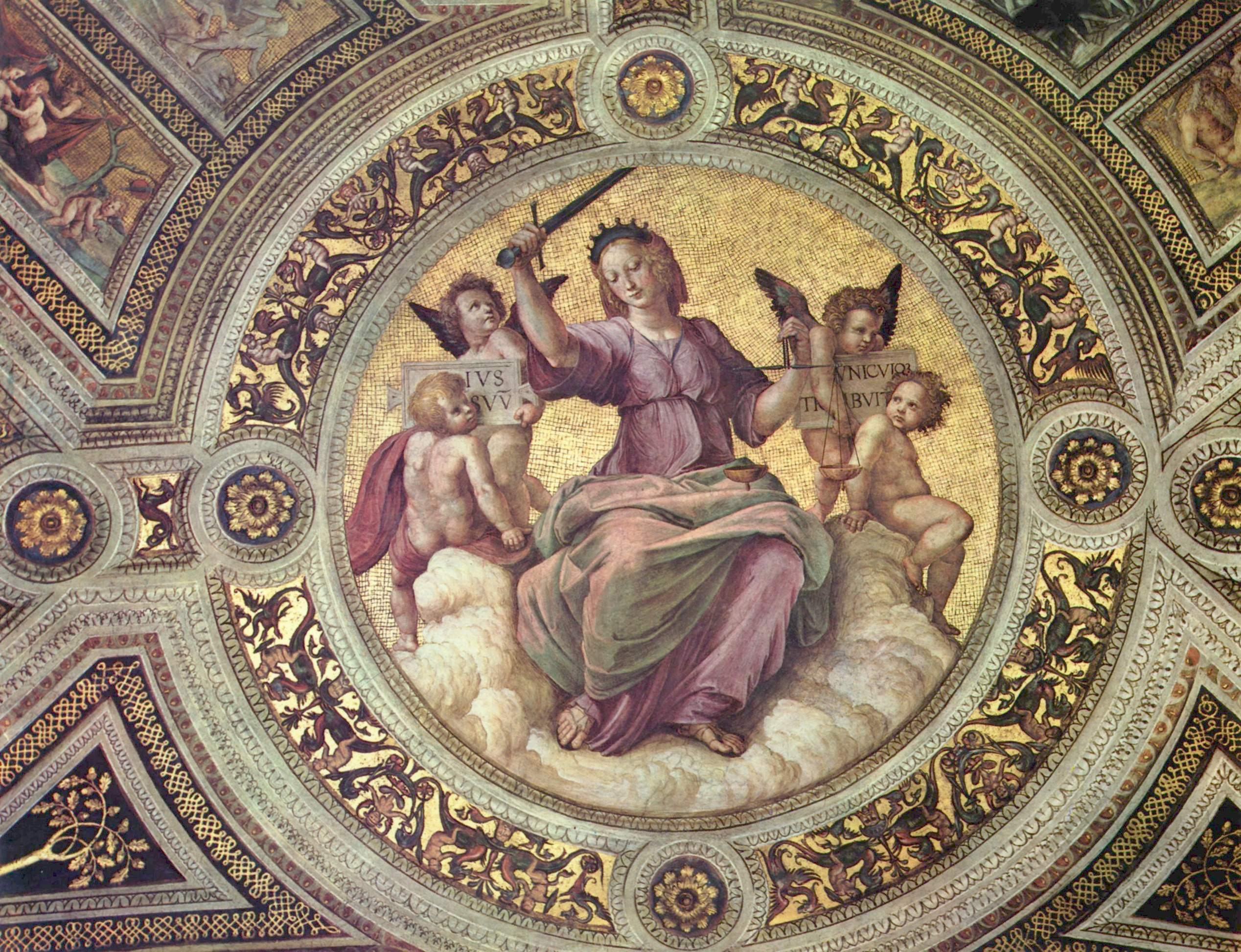
Un tondo de una alegoría de la justicia (1508) de Rafael en las Stanza della Segnatura (Sala de la Signatura Apostólica) del Palacio Apostólico, Ciudad del Vaticano.

En Derecho inglés, justicia natural es el término técnico para la regla contra la parcialidad (nemo iudex in causa sua) y el derecho a una audiencia justa (audi alteram partem). Aunque a menudo se mantiene el término justicia natural como concepto general, en gran medida ha sido sustituido y ampliado por el «deber de actuar con imparcialidad» general.
El fundamento de la norma contra la parcialidad es la necesidad de mantener la confianza del público en el sistema jurídico. La parcialidad puede adoptar la forma de parcialidad real, parcialidad imputada o parcialidad aparente. La parcialidad real es muy difícil de probar en la práctica, mientras que la parcialidad imputada, una vez demostrada, dará lugar a la nulidad de una decisión sin necesidad de ninguna investigación sobre la probabilidad o sospecha de parcialidad. La jurisprudencia de diferentes jurisdicciones aplica actualmente dos pruebas de parcialidad aparente: la prueba de la «sospecha razonable de parcialidad» y la prueba de la «probabilidad real de parcialidad». Una opinión que se ha adoptado es que las diferencias entre estas dos pruebas son en gran medida semánticas y que funcionan de manera similar.
El derecho a un juicio justo exige que los individuos no sean penalizados por decisiones que afecten a sus derechos o expectativas legítimas a menos que se les haya notificado previamente el caso, se les haya dado una oportunidad justa de responder y la oportunidad de presentar su propio caso. El mero hecho de que una decisión afecte a derechos o intereses es suficiente para someter la decisión a los procedimientos exigidos por la justicia natural. En Europa, el derecho a un juicio justo está garantizado por el Artículo 6(1) del Convenio Europeo de Derechos Humanos, que se dice que complementa el common law en lugar de sustituirlo.

## Antecedentes

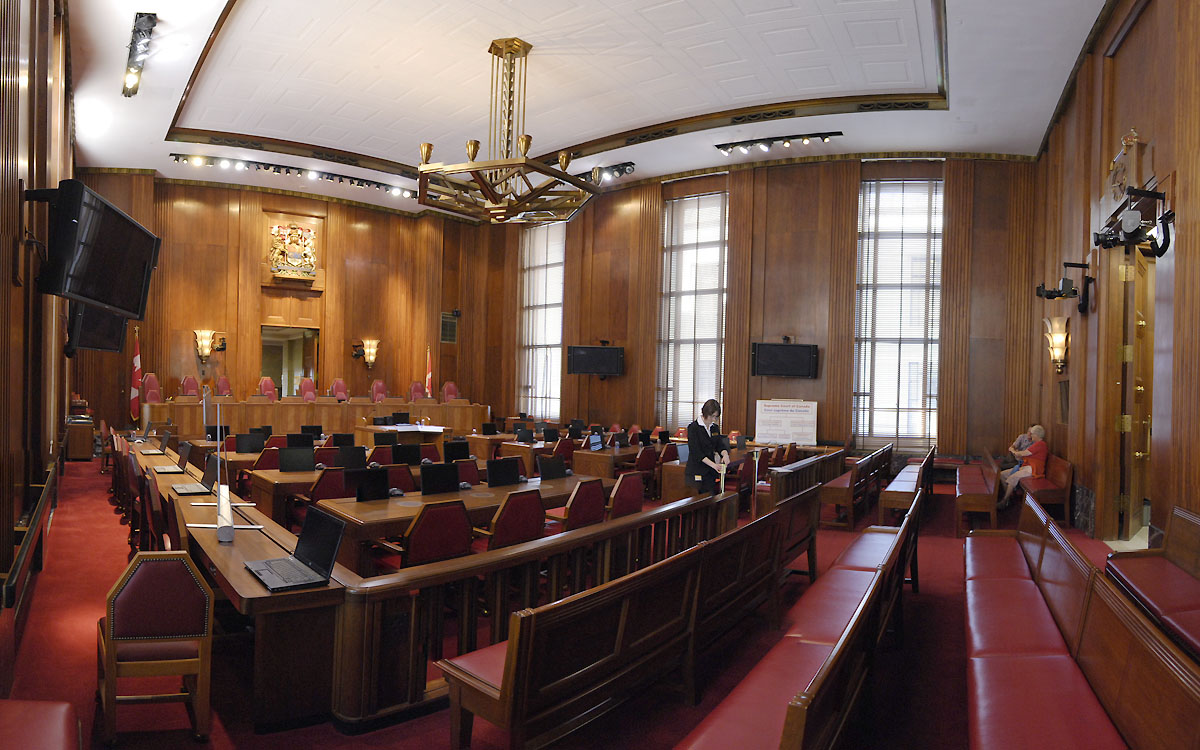
La sala del Tribunal Supremo de Canadá en Ottawa, Ontario. En 1999, el Tribunal dictaminó en Baker contra Canadá (Ministro de Ciudadanía e Inmigración) que los requisitos de la justicia natural varían según el contexto del asunto planteado.

La justicia natural es un término que denota derechos procesales específicos en el sistema jurídico inglés y los sistemas de otras naciones basados en él. Es similar a los conceptos estadounidenses de procedimiento justo y debido proceso procesal, este último tiene raíces que hasta cierto punto son paralelas a los orígenes de la justicia natural.
Aunque la justicia natural tiene una ascendencia impresionante y se dice que expresa la estrecha relación entre el common law y los principios morales, el uso del término en la actualidad no debe confundirse con el «derecho natural» de los Canonistas, las visiones de los filósofos medievales de un «modelo ideal de sociedad» o la filosofía de los «derechos naturales» del siglo XVIII. Mientras que el término justicia natural se mantiene a menudo como un concepto general, en jurisdicciones como Australia,: 583  y el Reino Unido, ha sido sustituida y ampliada en gran medida por el más general «deber de actuar con equidad». La justicia natural se identifica con los dos componentes de una audiencia justa, que son la regla contra la parcialidad (nemo iudex in causa sua, o «ningún hombre juez en su propia causa»), y el derecho a una audiencia justa (audi alteram partem, o «escuchar a la otra parte»). 
Los requisitos de la justicia natural o el deber de actuar con imparcialidad dependen del contexto.: 584–585  En Baker contra Canadá (Ministro de Ciudadanía e Inmigración) (1999), el Tribunal Supremo de Canadá estableció una lista de factores no exhaustivos que influirían en el contenido del deber de imparcialidad, incluyendo la naturaleza de la decisión que se está tomando y el proceso seguido para tomarla, el régimen legal bajo el cual opera el responsable de la toma de decisiones, la importancia de la decisión para la persona que la impugna, las expectativas legítimas de la persona y la elección del procedimiento realizado por el responsable de la toma de decisiones.
Anteriormente, en Knight v Indian Head School Division No 19 (1990), el Tribunal Supremo sostuvo que las autoridades públicas que adoptan decisiones de carácter legislativo y general no tienen el deber de actuar con imparcialidad, mientras que las que llevan a cabo actos de carácter más administrativo y específico sí lo tienen. Por lo general, las decisiones preliminares no desencadenan el deber de actuar con lealtad, pero las decisiones de carácter más definitivo pueden tener tal efecto.: para 30 
La aplicación del deber de lealtad depende de la relación entre la autoridad pública y el particular. No existe deber cuando la relación es de amo y criado, o cuando el individuo ocupa un cargo a voluntad de la autoridad. Por otra parte, existe el deber de actuar con imparcialidad cuando el individuo no puede ser destituido de su cargo salvo por causa justificada.: para 32  Por último, el derecho a la equidad procesal sólo existe cuando la decisión de una autoridad es significativa y tiene un impacto importante en el individuo.: para 39 